# Luo Yu
Luo Yu (chiń. 罗瑜; ur. 27 lutego 1987 r. w Hangzhou w Chinach). Siatkarka grająca na pozycji środkowej. 
Obecnie występuje w drużynie Zhejiang.